# Rhipidia (Rhipidia) gethosyne
Rhipidia (Rhipidia) gethosyne is een tweevleugelige uit de familie steltmuggen (Limoniidae). De soort komt voor in het Afrotropisch gebied.